# Tetrorchidium costaricense
Tetrorchidium costaricense là một loài thực vật có hoa trong họ Đại kích. Loài này được Huft miêu tả khoa học đầu tiên năm 1988.